# Lluís Alegre Fainé
Lluís Alegre Fainé (Manresa, 1941 – 30 de maig de 2013). Activista cultural, sindicalista i militant independentista. El 1962 fou administrador de la Festa de la Llum, de Manresa. Durant el franquisme va militar a la Comissió de Promoció Política, plataforma d'esquerres que es va convertir després en Unió Socialista del Bages. El 1970 va participar en la creació del nucli comarcal del Partit Socialista d'Alliberament Nacional (PSAN), al si del qual va impulsar la sectorial del Front Sindical juntament amb Josep Ribas i altres. El 1977 va impulsar la creació al Bages del sindicat Col·lectius de Treballadors (CCTT) i va aconseguir una implantació notable en el seu sector: la cinteria tèxtil. Va participar igualment en plataformes locals de defensa dels drets civils i s'havia presentat els anys 80 a les llistes de Nacionalistes d'Esquerres. I, havent après les llengües àrab i amazic, es va dedicar els últims anys a l'acollida de persones nouvingudes i a l'ensenyament del català, a través de Càritas Manresa, per a aquests nous catalans.